# إي ثري هاريل بيك 2024
إي ثري هاريل بيك 2024 (بالفرنسية: E3 Saxo Bank Classic 2024) هو سباق دراجات هوائية من فئة  سباق يوم واحد، وهو الموسم السادس والستين من إي ثري هاريل بيك، وأقيم في 22 مارس 2024 ضمن سباقات طواف العالم للدراجات 2024.
فاز بالمركز الأول ماثيو فان دير بيل، وفاز بالمركز الثاني جاسبر ستوفين، وفاز بالمركز الثالث فاوت فان آرت.

## الفرق
| فرق عالمية (18)- Alpecin-Deceuninck - Arkéa-B&B Hotels - Astana Qazaqstan Team - Bahrain Victorious - Cofidis - Decathlon-AG2R La Mondiale - EF Education-EasyPost - Team dsm-firmenich PostNL - Lidl-Trek - Soudal Quick-Step - Intermarché-Wanty - UAE Team Emirates - Ineos Grenadiers - Team Visma \| Lease a Bike - Team Jayco AlUla - Movistar Team - Bora-Hansgrohe - Groupama-FDJ فرق برو (7)- Israel-Premier Tech - Lotto Dstny - سبورت فلاندرين بالويس ‏ - أونو-إكس موبيليتي ‏ - فريق Q36.5 موسم 2024 ‏ - بنجوال باوليز ساوكس دبليو بي ‏ - سويس ريسينغ أكادمي 2024 ‏ |  |
| |  |

## المشاركون
| Team Visma \| Lease a Bike TVL   | Team Visma \| Lease a Bike TVL | Team Visma \| Lease a Bike TVL |
| -------------------------------- | ------------------------------ | ------------------------------ |
| م                                | عداء                           | مرتبة                          |
| 1                                | فاوت فان آرت                   | 3                              |
| 2                                | بير ستراند هاجينز              | لم يكمل السباق                 |
| 3                                | تيسج بنوت                      | لم يكمل السباق                 |
| 4                                | Matteo Jorgenson ‏              | 5                              |
| 5                                | Edoardo Affini ‏                | لم يكمل السباق                 |
| 6                                | جان تراتنيك                    | 33                             |
| 7                                | ديلان فان بارلي (طريق)         | 89                             |
| مدير الرياضة: Arthur van Dongen ‏ |                                |                                |

| Alpecin-Deceuninck ADC             | Alpecin-Deceuninck ADC   | Alpecin-Deceuninck ADC |
| ---------------------------------- | ------------------------ | ---------------------- |
| م                                  | عداء                     | مرتبة                  |
| 11                                 | ماثيو فان دير بيل (طريق) | 1                      |
| 12                                 | Senne Leysen ‏            | 113                    |
| 13                                 | Juri Hollmann ‏           | 103                    |
| 14                                 | سورين كراغ أندرسن        | 37                     |
| 15                                 | شاندرو ميوريس            | 77                     |
| 16                                 | Oscar Riesebeek ‏         | 96                     |
| 17                                 | Maurice Ballerstedt ‏     | 110                    |
| مدير الرياضة: Christoph Roodhooft ‏ |                          |                        |

| Intermarché-Wanty IWA       | Intermarché-Wanty IWA | Intermarché-Wanty IWA |
| --------------------------- | --------------------- | --------------------- |
| م                           | عداء                  | مرتبة                 |
| 21                          | بينيام جيرماي         | 19                    |
| 22                          | Vito Braet ‏           | 35                    |
| 23                          | Dries De Pooter ‏      | 66                    |
| 24                          | Gijs Van Hoecke ‏      | لم يكمل السباق        |
| 25                          | هوغو بيج ‏             | 84                    |
| 26                          | ديون سميث             | 112                   |
| 27                          | جورج تسيمارمان        | 63                    |
| مدير الرياضة: ديميتري كلايس |                       |                       |

| Soudal Quick-Step SOQ       | Soudal Quick-Step SOQ | Soudal Quick-Step SOQ |
| --------------------------- | --------------------- | --------------------- |
| م                           | عداء                  | مرتبة                 |
| 31                          | جوليان ألافيليب       | 50                    |
| 32                          | كاسبر أصغرين          | 78                    |
| 33                          | Jordi Warlop ‏         | 106                   |
| 34                          | يفيس لامارت           | 29                    |
| 35                          | جياني موسكون          | لم يكمل السباق        |
| 36                          | كاسبر بيدرسين         | 88                    |
| 37                          | Pepijn Reinderink ‏    | 118                   |
| مدير الرياضة: ويلفريد بيترز |                       |                       |

| Arkéa-B&B Hotels ARK         | Arkéa-B&B Hotels ARK | Arkéa-B&B Hotels ARK |
| ---------------------------- | -------------------- | -------------------- |
| م                            | عداء                 | مرتبة                |
| 41                           | Luca Mozzato ‏        | 22                   |
| 42                           | فينتشنزو ألبانيز     | 9                    |
| 43                           | Donavan Grondin ‏     | لم يكمل السباق       |
| 44                           | Mathis Le Berre ‏     | 43                   |
| 45                           | ألان ريو ‏            | 108                  |
| 46                           | Łukasz Owsian ‏       | لم يكمل السباق       |
| 47                           | مايلز سكوتسون        | 114                  |
| مدير الرياضة: سيباستيان هينو |                      |                      |

| Astana Qazaqstan Team AST    | Astana Qazaqstan Team AST | Astana Qazaqstan Team AST |
| ---------------------------- | ------------------------- | ------------------------- |
| م                            | عداء                      | مرتبة                     |
| 51                           | Gleb Brussenskiy ‏ (طريق)  | 20                        |
| 52                           | Yevgeniy Fedorov ‏         | 65                        |
| 53                           | Michele Gazzoli ‏          | لم يكمل السباق            |
| 54                           | يفغيني جيديتش             | لم يكمل السباق            |
| 55                           | روديجر سليج               | لم يكمل السباق            |
| 56                           | ماكس كانتر                | 107                       |
| 57                           | Gleb Syritsa ‏             | 53                        |
| مدير الرياضة: ستيفانو زانيني |                           |                           |

| Bahrain Victorious TBV    | Bahrain Victorious TBV | Bahrain Victorious TBV |
| ------------------------- | ---------------------- | ---------------------- |
| م                         | عداء                   | مرتبة                  |
| 61                        | ماتج موهوريك           | 15                     |
| 62                        | Alberto Bruttomesso ‏   | 92                     |
| 63                        | Fran Miholjević ‏       | لم يكمل السباق         |
| 64                        | أندريا باسكولون        | 56                     |
| 65                        | كاميرون سكوت           | لم يكمل السباق         |
| 66                        | Łukasz Wiśniowski ‏     | لم يكمل السباق         |
| 67                        | فرد رايت (طريق)        | 21                     |
| مدير الرياضة: ميخال غولاش |                        |                        |

| Bora-Hansgrohe BOH          | Bora-Hansgrohe BOH | Bora-Hansgrohe BOH |
| --------------------------- | ------------------ | ------------------ |
| م                           | عداء               | مرتبة              |
| 71                          | داني فان بوبيل     | لم يكمل السباق     |
| 72                          | Emil Herzog ‏       | 49                 |
| 73                          | Nico Denz ‏         | 46                 |
| 74                          | Luis-Joe Lührs ‏    | 98                 |
| 75                          | Filip Maciejuk ‏    | لم يكمل السباق     |
| 76                          | ريان مولين         | لم يكمل السباق     |
| 77                          | ماركو هالر         | 27                 |
| مدير الرياضة: هاينريش هوسلر |                    |                    |

| Cofidis COF                     | Cofidis COF           | Cofidis COF    |
| ------------------------------- | --------------------- | -------------- |
| م                               | عداء                  | مرتبة          |
| 81                              | ايمي دي جندت          | 83             |
| 82                              | ألكسيس غوجيراد        | لم يكمل السباق |
| 83                              | Nolann Mahoudo ‏       | لم يكمل السباق |
| 84                              | Christophe Noppe ‏     | لم يكمل السباق |
| 85                              | Alexis Renard ‏        | 54             |
| 86                              | Nicolas Debeaumarché ‏ | لم يكمل السباق |
| 87                              | Axel Zingle ‏          | لم يكمل السباق |
| مدير الرياضة: Thierry Marichal ‏ |                       |                |

| Decathlon-AG2R La Mondiale DAT | Decathlon-AG2R La Mondiale DAT | Decathlon-AG2R La Mondiale DAT |
| ------------------------------ | ------------------------------ | ------------------------------ |
| م                              | عداء                           | مرتبة                          |
| 91                             | أوليفر ناسن                    | 26                             |
| 92                             | إيدفالد بواسون هاغن            | 100                            |
| 93                             | يجف دي بوندت                   | 60                             |
| 94                             | Sander De Pestel ‏              | 18                             |
| 95                             | Jordan Labrosse ‏               | لم يكمل السباق                 |
| 96                             | Valentin Retailleau ‏           | لم يكمل السباق                 |
| 97                             | Bastien Tronchon ‏              | 67                             |
| مدير الرياضة: Nicolas Guillé‏   |                                |                                |

| EF Education-EasyPost EFE        | EF Education-EasyPost EFE | EF Education-EasyPost EFE |
| -------------------------------- | ------------------------- | ------------------------- |
| م                                | عداء                      | مرتبة                     |
| 101                              | ألبرتو بيتول              | لم يكمل السباق            |
| 102                              | Stefan Bissegger ‏         | 95                        |
| 103                              | أوين دول                  | لم يكمل السباق            |
| 104                              | Yuhi Todome ‏              | لم يكمل السباق            |
| 105                              | Jack Rootkin-Gray ‏        | لم يكمل السباق            |
| 106                              | Jonas Rutsch ‏             | 57                        |
| 107                              | مايكل فالغرين             | 74                        |
| مدير الرياضة: سيباستيان لانجفيلد |                           |                           |

| Groupama-FDJ GFC                | Groupama-FDJ GFC      | Groupama-FDJ GFC |
| ------------------------------- | --------------------- | ---------------- |
| م                               | عداء                  | مرتبة            |
| 111                             | ستيفان كونغ           | 16               |
| 112                             | Lewis Askey ‏          | 39               |
| 113                             | Sven Erik Bystrøm ‏    | لم يكمل السباق   |
| 114                             | أوليفييه لو جاك       | 40               |
| 115                             | Fabian Lienhard ‏      | 81               |
| 116                             | فالنتين مادواس (طريق) | 44               |
| 117                             | كليمنت روسو           | لم يكمل السباق   |
| مدير الرياضة: Frédéric Guesdon ‏ |                       |                  |

| Ineos Grenadiers IGD       | Ineos Grenadiers IGD  | Ineos Grenadiers IGD |
| -------------------------- | --------------------- | -------------------- |
| م                          | عداء                  | مرتبة                |
| 121                        | بن تورنر              | 82                   |
| 122                        | جوناتان نارفيز (طريق) | 6                    |
| 123                        | لوقا رو               | لم يكمل السباق       |
| 124                        | ماغنوس شيفيلد         | 36                   |
| 125                        | بن سويفت              | 94                   |
| 126                        | كونور سويفت           | 42                   |
| 127                        | إيليا فيفياني         | لم يكمل السباق       |
| مدير الرياضة: كريستيان نيز |                       |                      |

| Lidl-Trek LTK              | Lidl-Trek LTK         | Lidl-Trek LTK  |
| -------------------------- | --------------------- | -------------- |
| م                          | عداء                  | مرتبة          |
| 131                        | مادس بيدرسن           | 11             |
| 132                        | ريان جيبونز (طريق)    | 111            |
| 133                        | اليكس كيرش (طريق)     | 10             |
| 134                        | جاسبر ستوفين          | 2              |
| 135                        | Mathias Vacek ‏ (طريق) | 68             |
| 136                        | Otto Vergaerde ‏       | لم يكمل السباق |
| 137                        | توم سكوجين            | 8              |
| مدير الرياضة: غريغوري راست |                       |                |

| Movistar Team MOV            | Movistar Team MOV    | Movistar Team MOV |
| ---------------------------- | -------------------- | ----------------- |
| م                            | عداء                 | مرتبة             |
| 141                          | Oier Lazkano ‏ (طريق) | 14                |
| 142                          | Carlos Canal ‏        | 91                |
| 143                          | ريمي كافانيا         | 48                |
| 144                          | جون جاكوبس           | 34                |
| 145                          | Mathias Norsgaard ‏   | 87                |
| 146                          | Lorenzo Milesi ‏      | 45                |
| 147                          | Iván Romeo ‏          | لم يكمل السباق    |
| مدير الرياضة: يورغن رويلاندز |                      |                   |

| Team dsm-firmenich PostNL DFP | Team dsm-firmenich PostNL DFP | Team dsm-firmenich PostNL DFP |
| ----------------------------- | ----------------------------- | ----------------------------- |
| م                             | عداء                          | مرتبة                         |
| 151                           | Patrick Eddy ‏                 | 102                           |
| 152                           | الكسندر ادموندسون             | لم يكمل السباق                |
| 153                           | Enzo Leijnse ‏                 | لم يكمل السباق                |
| 154                           | Niklas Märkl ‏                 | 51                            |
| 155                           | توبياس لوند أندرسن ‏           | لم يكمل السباق                |
| 156                           | تيمو روزن                     | لم يكمل السباق                |
| 157                           | Julius van den Berg ‏          | لم يكمل السباق                |
| مدير الرياضة: بيم يجثارت      |                               |                               |

| Team Jayco AlUla JAY      | Team Jayco AlUla JAY | Team Jayco AlUla JAY |
| ------------------------- | -------------------- | -------------------- |
| م                         | عداء                 | مرتبة                |
| 161                       | مايكل ماثيوز         | لم يكمل السباق       |
| 162                       | Luke Durbridge ‏      | 73                   |
| 163                       | ماكس والشيد          | 55                   |
| 164                       | اموند جروندل يانسن   | لم يكمل السباق       |
| 165                       | Kelland O'Brien ‏     | 71                   |
| 166                       | Blake Quick ‏         | لم يكمل السباق       |
| 167                       | Elmar Reinders ‏      | 105                  |
| مدير الرياضة: ماثيو هيمان |                      |                      |

| UAE Team Emirates UAD       | UAE Team Emirates UAD | UAE Team Emirates UAD |
| --------------------------- | --------------------- | --------------------- |
| م                           | عداء                  | مرتبة                 |
| 171                         | تيم فيلانز            | 4                     |
| 172                         | إيفو أوليفيرا (طريق)  | 79                    |
| 173                         | ميكيل بيرج            | 31                    |
| 174                         | António Morgado ‏      | 75                    |
| 175                         | مارك هيرشي (طريق)     | لم يكمل السباق        |
| 176                         | Nils Politt ‏          | 7                     |
| 177                         | مايكل فينك ‏           | لم يكمل السباق        |
| مدير الرياضة: فابيو بالداتو |                       |                       |

| Lotto Dstny LTD          | Lotto Dstny LTD    | Lotto Dstny LTD |
| ------------------------ | ------------------ | --------------- |
| م                        | عداء               | مرتبة           |
| 181                      | ارنو دي لاي        | 52              |
| 182                      | فكتور كامبنارتس    | 41              |
| 183                      | جاسبر دي بويست     | 86              |
| 184                      | Pascal Eenkhoorn ‏  | 85              |
| 185                      | جاكوبو غوارنييري   | لم يكمل السباق  |
| 186                      | سيباستيان غرينيار ‏ | 76              |
| 187                      | برنت فان موير      | 13              |
| مدير الرياضة: ديرك ديمول |                    |                 |

| Israel-Premier Tech IPT   | Israel-Premier Tech IPT | Israel-Premier Tech IPT |
| ------------------------- | ----------------------- | ----------------------- |
| م                         | عداء                    | مرتبة                   |
| 191                       | جاكوب فوجلسانج          | لم يكمل السباق          |
| 192                       | ويليام بويفن            | لم يكمل السباق          |
| 193                       | هوغو هول                | 80                      |
| 194                       | كريستس نيولاندز         | 17                      |
| 195                       | Riley Sheehan ‏          | 23                      |
| 196                       | Nadav Raisberg ‏         | 64                      |
| 197                       | توم فان أسبروك          | 25                      |
| مدير الرياضة: سيب فانمارك |                         |                         |

| فريق الدراجات Q36.5 ‏ Q36   | فريق الدراجات Q36.5 ‏ Q36 | فريق الدراجات Q36.5 ‏ Q36 |
| -------------------------- | ------------------------ | ------------------------ |
| م                          | عداء                     | مرتبة                    |
| 201                        | Fabio Christen ‏          | 59                       |
| 202                        | توبياس لودفيجسون         | 93                       |
| 203                        | Kamil Małecki ‏           | 62                       |
| 204                        | Nicolò Parisini ‏         | 30                       |
| 205                        | Jannik Steimle ‏          | 47                       |
| 206                        | Cyrus Monk ‏              | لم يكمل السباق           |
| 207                        | Szymon Sajnok ‏           | لم يكمل السباق           |
| مدير الرياضة: آرت فيرهوتين |                          |                          |

| سويس ريسينغ أكادمي ‏ TUD    | سويس ريسينغ أكادمي ‏ TUD   | سويس ريسينغ أكادمي ‏ TUD |
| -------------------------- | ------------------------- | ----------------------- |
| م                          | عداء                      | مرتبة                   |
| 211                        | ماتيو ترينتين             | 24                      |
| 212                        | ألكسندر كرايغر            | لم يكمل السباق          |
| 213                        | Nils Brun ‏                | 109                     |
| 214                        | Sebastian Kolze Changizi ‏ | 117                     |
| 215                        | جاكوب أريكسون ‏            | 116                     |
| 216                        | Marius Mayrhofer ‏         | 32                      |
| 217                        | ريك بلومرز ‏               | 70                      |
| مدير الرياضة: Bart Leysen ‏ |                           |                         |

| أونو-إكس موبيليتي ‏ UXM           | أونو-إكس موبيليتي ‏ UXM | أونو-إكس موبيليتي ‏ UXM |
| -------------------------------- | ---------------------- | ---------------------- |
| م                                | عداء                   | مرتبة                  |
| 221                              | راسموس تيلر            | 38                     |
| 222                              | جوناس إبراهمسين ‏       | 12                     |
| 223                              | Louis Bendixen ‏        | لم يكمل السباق         |
| 224                              | ماركوس هويلجارد        | 28                     |
| 225                              | نيكلاس لارسن           | لم يكمل السباق         |
| 226                              | William Blume Levy ‏    | 61                     |
| 227                              | Rasmus Bøgh Wallin ‏    | لم يكمل السباق         |
| مدير الرياضة: Gino Van Oudenhove‏ |                        |                        |

| سبورت فلاندرين بالويس ‏ TFB  | سبورت فلاندرين بالويس ‏ TFB | سبورت فلاندرين بالويس ‏ TFB |
| --------------------------- | -------------------------- | -------------------------- |
| م                           | عداء                       | مرتبة                      |
| 231                         | Kamiel Bonneu ‏             | 115                        |
| 232                         | BEL                        | لم يكمل السباق             |
| 233                         | Lars Craps ‏                | 101                        |
| 234                         | Jasper Dejaegher ‏          | لم يكمل السباق             |
| 235                         | Elias Maris ‏               | 90                         |
| 236                         | Dylan Vandenstorme ‏        | 104                        |
| 237                         | Victor Vercouillie ‏        | لم يكمل السباق             |
| مدير الرياضة: هانز دي كليرك |                            |                            |

| بنجوال باوليز ساوكس دبليو بي ‏ BWB       | بنجوال باوليز ساوكس دبليو بي ‏ BWB | بنجوال باوليز ساوكس دبليو بي ‏ BWB |
| --------------------------------------- | --------------------------------- | --------------------------------- |
| م                                       | عداء                              | مرتبة                             |
| 241                                     | Luca Van Boven ‏                   | 72                                |
| 242                                     | Cériel Desal ‏                     | 58                                |
| 243                                     | Luca De Meester ‏                  | 97                                |
| 244                                     | Aaron Van der Beken ‏              | 69                                |
| 245                                     | Jelle Vermoote ‏                   | لم يكمل السباق                    |
| 246                                     | Kenneth Van Rooy ‏                 | 99                                |
| 247                                     | Dimitri Peyskens ‏                 | لم يكمل السباق                    |
| مدير الرياضة: Jean-Denis Vandenbroucke ‏ |                                   |                                   |

| Team Visma \| Lease a Bike TVL   | Team Visma \| Lease a Bike TVL | Team Visma \| Lease a Bike TVL |
| -------------------------------- | ------------------------------ | ------------------------------ |
| م                                | عداء                           | مرتبة                          |
| 1                                | فاوت فان آرت                   | 3                              |
| 2                                | بير ستراند هاجينز              | لم يكمل السباق                 |
| 3                                | تيسج بنوت                      | لم يكمل السباق                 |
| 4                                | Matteo Jorgenson ‏              | 5                              |
| 5                                | Edoardo Affini ‏                | لم يكمل السباق                 |
| 6                                | جان تراتنيك                    | 33                             |
| 7                                | ديلان فان بارلي (طريق)         | 89                             |
| مدير الرياضة: Arthur van Dongen ‏ |                                |                                |

| Alpecin-Deceuninck ADC             | Alpecin-Deceuninck ADC   | Alpecin-Deceuninck ADC |
| ---------------------------------- | ------------------------ | ---------------------- |
| م                                  | عداء                     | مرتبة                  |
| 11                                 | ماثيو فان دير بيل (طريق) | 1                      |
| 12                                 | Senne Leysen ‏            | 113                    |
| 13                                 | Juri Hollmann ‏           | 103                    |
| 14                                 | سورين كراغ أندرسن        | 37                     |
| 15                                 | شاندرو ميوريس            | 77                     |
| 16                                 | Oscar Riesebeek ‏         | 96                     |
| 17                                 | Maurice Ballerstedt ‏     | 110                    |
| مدير الرياضة: Christoph Roodhooft ‏ |                          |                        |

| Intermarché-Wanty IWA       | Intermarché-Wanty IWA | Intermarché-Wanty IWA |
| --------------------------- | --------------------- | --------------------- |
| م                           | عداء                  | مرتبة                 |
| 21                          | بينيام جيرماي         | 19                    |
| 22                          | Vito Braet ‏           | 35                    |
| 23                          | Dries De Pooter ‏      | 66                    |
| 24                          | Gijs Van Hoecke ‏      | لم يكمل السباق        |
| 25                          | هوغو بيج ‏             | 84                    |
| 26                          | ديون سميث             | 112                   |
| 27                          | جورج تسيمارمان        | 63                    |
| مدير الرياضة: ديميتري كلايس |                       |                       |

| Soudal Quick-Step SOQ       | Soudal Quick-Step SOQ | Soudal Quick-Step SOQ |
| --------------------------- | --------------------- | --------------------- |
| م                           | عداء                  | مرتبة                 |
| 31                          | جوليان ألافيليب       | 50                    |
| 32                          | كاسبر أصغرين          | 78                    |
| 33                          | Jordi Warlop ‏         | 106                   |
| 34                          | يفيس لامارت           | 29                    |
| 35                          | جياني موسكون          | لم يكمل السباق        |
| 36                          | كاسبر بيدرسين         | 88                    |
| 37                          | Pepijn Reinderink ‏    | 118                   |
| مدير الرياضة: ويلفريد بيترز |                       |                       |

| Arkéa-B&B Hotels ARK         | Arkéa-B&B Hotels ARK | Arkéa-B&B Hotels ARK |
| ---------------------------- | -------------------- | -------------------- |
| م                            | عداء                 | مرتبة                |
| 41                           | Luca Mozzato ‏        | 22                   |
| 42                           | فينتشنزو ألبانيز     | 9                    |
| 43                           | Donavan Grondin ‏     | لم يكمل السباق       |
| 44                           | Mathis Le Berre ‏     | 43                   |
| 45                           | ألان ريو ‏            | 108                  |
| 46                           | Łukasz Owsian ‏       | لم يكمل السباق       |
| 47                           | مايلز سكوتسون        | 114                  |
| مدير الرياضة: سيباستيان هينو |                      |                      |

| Astana Qazaqstan Team AST    | Astana Qazaqstan Team AST | Astana Qazaqstan Team AST |
| ---------------------------- | ------------------------- | ------------------------- |
| م                            | عداء                      | مرتبة                     |
| 51                           | Gleb Brussenskiy ‏ (طريق)  | 20                        |
| 52                           | Yevgeniy Fedorov ‏         | 65                        |
| 53                           | Michele Gazzoli ‏          | لم يكمل السباق            |
| 54                           | يفغيني جيديتش             | لم يكمل السباق            |
| 55                           | روديجر سليج               | لم يكمل السباق            |
| 56                           | ماكس كانتر                | 107                       |
| 57                           | Gleb Syritsa ‏             | 53                        |
| مدير الرياضة: ستيفانو زانيني |                           |                           |

| Bahrain Victorious TBV    | Bahrain Victorious TBV | Bahrain Victorious TBV |
| ------------------------- | ---------------------- | ---------------------- |
| م                         | عداء                   | مرتبة                  |
| 61                        | ماتج موهوريك           | 15                     |
| 62                        | Alberto Bruttomesso ‏   | 92                     |
| 63                        | Fran Miholjević ‏       | لم يكمل السباق         |
| 64                        | أندريا باسكولون        | 56                     |
| 65                        | كاميرون سكوت           | لم يكمل السباق         |
| 66                        | Łukasz Wiśniowski ‏     | لم يكمل السباق         |
| 67                        | فرد رايت (طريق)        | 21                     |
| مدير الرياضة: ميخال غولاش |                        |                        |

| Bora-Hansgrohe BOH          | Bora-Hansgrohe BOH | Bora-Hansgrohe BOH |
| --------------------------- | ------------------ | ------------------ |
| م                           | عداء               | مرتبة              |
| 71                          | داني فان بوبيل     | لم يكمل السباق     |
| 72                          | Emil Herzog ‏       | 49                 |
| 73                          | Nico Denz ‏         | 46                 |
| 74                          | Luis-Joe Lührs ‏    | 98                 |
| 75                          | Filip Maciejuk ‏    | لم يكمل السباق     |
| 76                          | ريان مولين         | لم يكمل السباق     |
| 77                          | ماركو هالر         | 27                 |
| مدير الرياضة: هاينريش هوسلر |                    |                    |

| Cofidis COF                     | Cofidis COF           | Cofidis COF    |
| ------------------------------- | --------------------- | -------------- |
| م                               | عداء                  | مرتبة          |
| 81                              | ايمي دي جندت          | 83             |
| 82                              | ألكسيس غوجيراد        | لم يكمل السباق |
| 83                              | Nolann Mahoudo ‏       | لم يكمل السباق |
| 84                              | Christophe Noppe ‏     | لم يكمل السباق |
| 85                              | Alexis Renard ‏        | 54             |
| 86                              | Nicolas Debeaumarché ‏ | لم يكمل السباق |
| 87                              | Axel Zingle ‏          | لم يكمل السباق |
| مدير الرياضة: Thierry Marichal ‏ |                       |                |

| Decathlon-AG2R La Mondiale DAT | Decathlon-AG2R La Mondiale DAT | Decathlon-AG2R La Mondiale DAT |
| ------------------------------ | ------------------------------ | ------------------------------ |
| م                              | عداء                           | مرتبة                          |
| 91                             | أوليفر ناسن                    | 26                             |
| 92                             | إيدفالد بواسون هاغن            | 100                            |
| 93                             | يجف دي بوندت                   | 60                             |
| 94                             | Sander De Pestel ‏              | 18                             |
| 95                             | Jordan Labrosse ‏               | لم يكمل السباق                 |
| 96                             | Valentin Retailleau ‏           | لم يكمل السباق                 |
| 97                             | Bastien Tronchon ‏              | 67                             |
| مدير الرياضة: Nicolas Guillé‏   |                                |                                |

| EF Education-EasyPost EFE        | EF Education-EasyPost EFE | EF Education-EasyPost EFE |
| -------------------------------- | ------------------------- | ------------------------- |
| م                                | عداء                      | مرتبة                     |
| 101                              | ألبرتو بيتول              | لم يكمل السباق            |
| 102                              | Stefan Bissegger ‏         | 95                        |
| 103                              | أوين دول                  | لم يكمل السباق            |
| 104                              | Yuhi Todome ‏              | لم يكمل السباق            |
| 105                              | Jack Rootkin-Gray ‏        | لم يكمل السباق            |
| 106                              | Jonas Rutsch ‏             | 57                        |
| 107                              | مايكل فالغرين             | 74                        |
| مدير الرياضة: سيباستيان لانجفيلد |                           |                           |

| Groupama-FDJ GFC                | Groupama-FDJ GFC      | Groupama-FDJ GFC |
| ------------------------------- | --------------------- | ---------------- |
| م                               | عداء                  | مرتبة            |
| 111                             | ستيفان كونغ           | 16               |
| 112                             | Lewis Askey ‏          | 39               |
| 113                             | Sven Erik Bystrøm ‏    | لم يكمل السباق   |
| 114                             | أوليفييه لو جاك       | 40               |
| 115                             | Fabian Lienhard ‏      | 81               |
| 116                             | فالنتين مادواس (طريق) | 44               |
| 117                             | كليمنت روسو           | لم يكمل السباق   |
| مدير الرياضة: Frédéric Guesdon ‏ |                       |                  |

| Ineos Grenadiers IGD       | Ineos Grenadiers IGD  | Ineos Grenadiers IGD |
| -------------------------- | --------------------- | -------------------- |
| م                          | عداء                  | مرتبة                |
| 121                        | بن تورنر              | 82                   |
| 122                        | جوناتان نارفيز (طريق) | 6                    |
| 123                        | لوقا رو               | لم يكمل السباق       |
| 124                        | ماغنوس شيفيلد         | 36                   |
| 125                        | بن سويفت              | 94                   |
| 126                        | كونور سويفت           | 42                   |
| 127                        | إيليا فيفياني         | لم يكمل السباق       |
| مدير الرياضة: كريستيان نيز |                       |                      |

| Lidl-Trek LTK              | Lidl-Trek LTK         | Lidl-Trek LTK  |
| -------------------------- | --------------------- | -------------- |
| م                          | عداء                  | مرتبة          |
| 131                        | مادس بيدرسن           | 11             |
| 132                        | ريان جيبونز (طريق)    | 111            |
| 133                        | اليكس كيرش (طريق)     | 10             |
| 134                        | جاسبر ستوفين          | 2              |
| 135                        | Mathias Vacek ‏ (طريق) | 68             |
| 136                        | Otto Vergaerde ‏       | لم يكمل السباق |
| 137                        | توم سكوجين            | 8              |
| مدير الرياضة: غريغوري راست |                       |                |

| Movistar Team MOV            | Movistar Team MOV    | Movistar Team MOV |
| ---------------------------- | -------------------- | ----------------- |
| م                            | عداء                 | مرتبة             |
| 141                          | Oier Lazkano ‏ (طريق) | 14                |
| 142                          | Carlos Canal ‏        | 91                |
| 143                          | ريمي كافانيا         | 48                |
| 144                          | جون جاكوبس           | 34                |
| 145                          | Mathias Norsgaard ‏   | 87                |
| 146                          | Lorenzo Milesi ‏      | 45                |
| 147                          | Iván Romeo ‏          | لم يكمل السباق    |
| مدير الرياضة: يورغن رويلاندز |                      |                   |

| Team dsm-firmenich PostNL DFP | Team dsm-firmenich PostNL DFP | Team dsm-firmenich PostNL DFP |
| ----------------------------- | ----------------------------- | ----------------------------- |
| م                             | عداء                          | مرتبة                         |
| 151                           | Patrick Eddy ‏                 | 102                           |
| 152                           | الكسندر ادموندسون             | لم يكمل السباق                |
| 153                           | Enzo Leijnse ‏                 | لم يكمل السباق                |
| 154                           | Niklas Märkl ‏                 | 51                            |
| 155                           | توبياس لوند أندرسن ‏           | لم يكمل السباق                |
| 156                           | تيمو روزن                     | لم يكمل السباق                |
| 157                           | Julius van den Berg ‏          | لم يكمل السباق                |
| مدير الرياضة: بيم يجثارت      |                               |                               |

| Team Jayco AlUla JAY      | Team Jayco AlUla JAY | Team Jayco AlUla JAY |
| ------------------------- | -------------------- | -------------------- |
| م                         | عداء                 | مرتبة                |
| 161                       | مايكل ماثيوز         | لم يكمل السباق       |
| 162                       | Luke Durbridge ‏      | 73                   |
| 163                       | ماكس والشيد          | 55                   |
| 164                       | اموند جروندل يانسن   | لم يكمل السباق       |
| 165                       | Kelland O'Brien ‏     | 71                   |
| 166                       | Blake Quick ‏         | لم يكمل السباق       |
| 167                       | Elmar Reinders ‏      | 105                  |
| مدير الرياضة: ماثيو هيمان |                      |                      |

| UAE Team Emirates UAD       | UAE Team Emirates UAD | UAE Team Emirates UAD |
| --------------------------- | --------------------- | --------------------- |
| م                           | عداء                  | مرتبة                 |
| 171                         | تيم فيلانز            | 4                     |
| 172                         | إيفو أوليفيرا (طريق)  | 79                    |
| 173                         | ميكيل بيرج            | 31                    |
| 174                         | António Morgado ‏      | 75                    |
| 175                         | مارك هيرشي (طريق)     | لم يكمل السباق        |
| 176                         | Nils Politt ‏          | 7                     |
| 177                         | مايكل فينك ‏           | لم يكمل السباق        |
| مدير الرياضة: فابيو بالداتو |                       |                       |

| Lotto Dstny LTD          | Lotto Dstny LTD    | Lotto Dstny LTD |
| ------------------------ | ------------------ | --------------- |
| م                        | عداء               | مرتبة           |
| 181                      | ارنو دي لاي        | 52              |
| 182                      | فكتور كامبنارتس    | 41              |
| 183                      | جاسبر دي بويست     | 86              |
| 184                      | Pascal Eenkhoorn ‏  | 85              |
| 185                      | جاكوبو غوارنييري   | لم يكمل السباق  |
| 186                      | سيباستيان غرينيار ‏ | 76              |
| 187                      | برنت فان موير      | 13              |
| مدير الرياضة: ديرك ديمول |                    |                 |

| Israel-Premier Tech IPT   | Israel-Premier Tech IPT | Israel-Premier Tech IPT |
| ------------------------- | ----------------------- | ----------------------- |
| م                         | عداء                    | مرتبة                   |
| 191                       | جاكوب فوجلسانج          | لم يكمل السباق          |
| 192                       | ويليام بويفن            | لم يكمل السباق          |
| 193                       | هوغو هول                | 80                      |
| 194                       | كريستس نيولاندز         | 17                      |
| 195                       | Riley Sheehan ‏          | 23                      |
| 196                       | Nadav Raisberg ‏         | 64                      |
| 197                       | توم فان أسبروك          | 25                      |
| مدير الرياضة: سيب فانمارك |                         |                         |

| فريق الدراجات Q36.5 ‏ Q36   | فريق الدراجات Q36.5 ‏ Q36 | فريق الدراجات Q36.5 ‏ Q36 |
| -------------------------- | ------------------------ | ------------------------ |
| م                          | عداء                     | مرتبة                    |
| 201                        | Fabio Christen ‏          | 59                       |
| 202                        | توبياس لودفيجسون         | 93                       |
| 203                        | Kamil Małecki ‏           | 62                       |
| 204                        | Nicolò Parisini ‏         | 30                       |
| 205                        | Jannik Steimle ‏          | 47                       |
| 206                        | Cyrus Monk ‏              | لم يكمل السباق           |
| 207                        | Szymon Sajnok ‏           | لم يكمل السباق           |
| مدير الرياضة: آرت فيرهوتين |                          |                          |

| سويس ريسينغ أكادمي ‏ TUD    | سويس ريسينغ أكادمي ‏ TUD   | سويس ريسينغ أكادمي ‏ TUD |
| -------------------------- | ------------------------- | ----------------------- |
| م                          | عداء                      | مرتبة                   |
| 211                        | ماتيو ترينتين             | 24                      |
| 212                        | ألكسندر كرايغر            | لم يكمل السباق          |
| 213                        | Nils Brun ‏                | 109                     |
| 214                        | Sebastian Kolze Changizi ‏ | 117                     |
| 215                        | جاكوب أريكسون ‏            | 116                     |
| 216                        | Marius Mayrhofer ‏         | 32                      |
| 217                        | ريك بلومرز ‏               | 70                      |
| مدير الرياضة: Bart Leysen ‏ |                           |                         |

| أونو-إكس موبيليتي ‏ UXM           | أونو-إكس موبيليتي ‏ UXM | أونو-إكس موبيليتي ‏ UXM |
| -------------------------------- | ---------------------- | ---------------------- |
| م                                | عداء                   | مرتبة                  |
| 221                              | راسموس تيلر            | 38                     |
| 222                              | جوناس إبراهمسين ‏       | 12                     |
| 223                              | Louis Bendixen ‏        | لم يكمل السباق         |
| 224                              | ماركوس هويلجارد        | 28                     |
| 225                              | نيكلاس لارسن           | لم يكمل السباق         |
| 226                              | William Blume Levy ‏    | 61                     |
| 227                              | Rasmus Bøgh Wallin ‏    | لم يكمل السباق         |
| مدير الرياضة: Gino Van Oudenhove‏ |                        |                        |

| سبورت فلاندرين بالويس ‏ TFB  | سبورت فلاندرين بالويس ‏ TFB | سبورت فلاندرين بالويس ‏ TFB |
| --------------------------- | -------------------------- | -------------------------- |
| م                           | عداء                       | مرتبة                      |
| 231                         | Kamiel Bonneu ‏             | 115                        |
| 232                         | BEL                        | لم يكمل السباق             |
| 233                         | Lars Craps ‏                | 101                        |
| 234                         | Jasper Dejaegher ‏          | لم يكمل السباق             |
| 235                         | Elias Maris ‏               | 90                         |
| 236                         | Dylan Vandenstorme ‏        | 104                        |
| 237                         | Victor Vercouillie ‏        | لم يكمل السباق             |
| مدير الرياضة: هانز دي كليرك |                            |                            |

| بنجوال باوليز ساوكس دبليو بي ‏ BWB       | بنجوال باوليز ساوكس دبليو بي ‏ BWB | بنجوال باوليز ساوكس دبليو بي ‏ BWB |
| --------------------------------------- | --------------------------------- | --------------------------------- |
| م                                       | عداء                              | مرتبة                             |
| 241                                     | Luca Van Boven ‏                   | 72                                |
| 242                                     | Cériel Desal ‏                     | 58                                |
| 243                                     | Luca De Meester ‏                  | 97                                |
| 244                                     | Aaron Van der Beken ‏              | 69                                |
| 245                                     | Jelle Vermoote ‏                   | لم يكمل السباق                    |
| 246                                     | Kenneth Van Rooy ‏                 | 99                                |
| 247                                     | Dimitri Peyskens ‏                 | لم يكمل السباق                    |
| مدير الرياضة: Jean-Denis Vandenbroucke ‏ |                                   |                                   |

## التصنيف العام النهائي
| التصنيف العام         | التصنيف العام     | التصنيف العام              | التصنيف العام | التصنيف العام |
| العداء                | العداء            | الفريق                     | الوقت         |               |
| --------------------- | ----------------- | -------------------------- | ------------- | ------------- |
| 1                     | ماثيو فان دير بيل | Alpecin-Deceuninck         | 4 س 39 د 39 ث |               |
| 2                     | جاسبر ستوفين      | Lidl-Trek                  | + 1 د 31 ث    |               |
| 3                     | فاوت فان آرت      | Team Visma \| Lease a Bike | + 1 د 34 ث    |               |
| 4                     | تيم فيلانز        | UAE Team Emirates          | + 1 د 48 ث    |               |
| 5                     | Matteo Jorgenson ‏ | Team Visma \| Lease a Bike | + 1 د 50 ث    |               |
| 6                     | جوناتان نارفيز    | Ineos Grenadiers           | + 1 د 52 ث    |               |
| 7                     | Nils Politt ‏      | UAE Team Emirates          | + 2 د 48 ث    |               |
| 8                     | توم سكوجين        | Lidl-Trek                  | + 2 د 48 ث    |               |
| 9                     | فينتشنزو ألبانيز  | Arkéa-B&B Hotels           | + 2 د 48 ث    |               |
| 10                    | اليكس كيرش        | Lidl-Trek                  | + 2 د 48 ث    |               |
|                       |                   |                            |               |               |
| مصدر: ProCyclingStats |                   |                            |               |               |

## وصلات خارجية
- الموقع الرسمي
- لمحة عن سباق إي ثري هاريل بيك 2024 على موقع  ProCyclingStats   (برو  سايكلنج  ستاتس) - إحصاءات  محترفي  الدراجات.
- إي ثري هاريل بيك 2024 على موقع إحصائيات الدراجات الإحترافية (الإنجليزية)